# 1514 w literaturze
Wydarzenia literackie w 1514 roku.

## Nowe książki
- polskie
  - Stanisław Zaborowski – Ortografia (data wydania niepewna)
  - Powieść o papieżu Urbanie

## Urodzili się
- Azaria di Rossi – pisarz żydowski

## Zmarli
- Adam z Bochenia – polski lekarz, humanista, pisarz i filozof